# Piera Muggiri
Piera Muggiri es una deportista italiana que compitió en taekwondo. Ganó tres medallas en el Campeonato Europeo de Taekwondo entre los años 1988 y 1994.

## Palmarés internacional
| Campeonato Europeo | Campeonato Europeo | Campeonato Europeo | Campeonato Europeo |
| Año                | Lugar              | Medalla            | Categoría          |
| ------------------ | ------------------ | ------------------ | ------------------ |
| 1988               | Ankara (Turquía)   | Medalla de oro     | –47 kg             |
| 1990               | Århus (Dinamarca)  | Medalla de plata   | –47 kg             |
| 1994               | Zagreb (Croacia)   | Medalla de plata   | –47 kg             |